# Venusia laria
Venusia laria är en fjärilsart som beskrevs av Charles Oberthür 1893. Venusia laria ingår i släktet Venusia och familjen mätare. Inga underarter finns listade i Catalogue of Life.